# International Sculpture Center

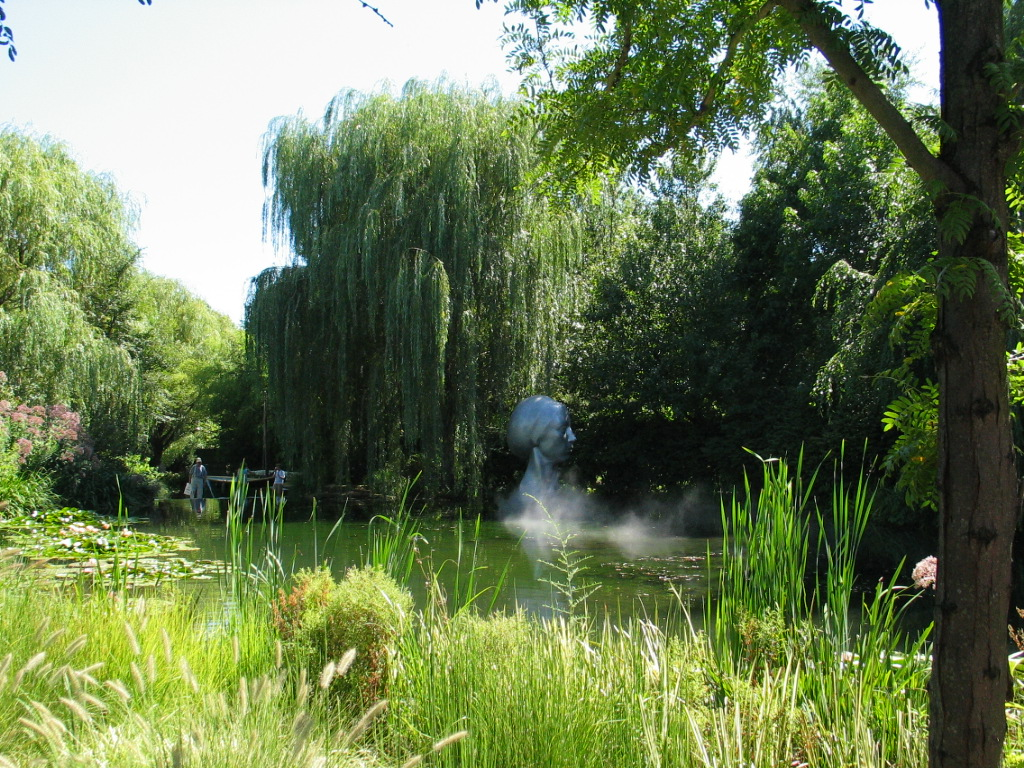
Una mostra di scultura nei Grounds for Sculpture di Hamilton (Contea di Mercer, New Jersey).

L'International Sculpture Center o ISC (Centro Internazionale di Scultura) è un'organizzazione non a scopo di lucro, fondata nel 1960 all'Università del Kansas dal professore e scultore Elden Tefft. Ne fanno parte quanti sono impegnati o interessati al mondo della scultura: scultori quindi e architetti, ma anche collezionisti e mecenati, giornalisti e insegnanti, storici e critici dell'arte, gallerie e musei. Oggi il Centro, che è diventato l'associazione di scultori più ampia al mondo, ha sede ad Hamilton, nel New Jersey, all'interno dei Grounds for Sculpture, un parco e museo della scultura sorti sul sito della ex Fiera del New Jersey.
Il suo obiettivo è di promuovere la produzione e la comprensione della scultura nei diversi aspetti estetici che le sono connaturati e nel suo specifico e fondamentale contributo allo sviluppo della società. Pertanto l'ISC offre agli artisti mezzi, occasioni e possibilità d'incontro per esprimersi, dialogare e condividere il proprio lavoro sia con gli altri scultori sia con il pubblico più vasto. A questo scopo il Centro pubblica Sculpture Magazine, una rivista mensile (esclusi i mesi di febbraio ed agosto) con uffici a Washington, e assegna un premio annuale, il Lifetime Achievement Award per la scultura contemporanea.

## Il Lifetime Achievement Award
In realtà l'International Sculpture Center promuove anche altri tre premi, uno per gli insegnanti, uno per gli studenti e un terzo per gli sponsor e i mecenati delle arti, ma indubbiamente il più famoso è quello riservato ai singoli artisti, il Lifetime Achievement Award. Istituito nel 1991, questo premio alla carriera vuole essere un riconoscimento ufficiale per quegli scultori che con le loro opere hanno dato un significativo contributo di idee e di tecniche nel campo della scultura contemporanea. L'elenco completo dei vincitori comprende i nomi di:
- 1991 Louise Bourgeois
- 1992 George Segal
- 1993 John Chamberlain
- 1994 Claes Oldenburg e Coosje van Bruggen
- 1995 Robert Rauschenberg
- 1997 Anthony Caro
- 1998 Eduardo Chillida
- 1999 Kenneth Snelson e George Rickey
- 2000 Mark di Suvero
- 2001 Nam June Paik
- 2002 Giò Pomodoro

- 2003 Elizabeth Catlett
- 2004 Christo e Jeanne-Claude
- 2005 Magdalena Abakanowicz
- 2006 Manuel Neri
- 2007 William Re
- 2008 Arnaldo Pomodoro e Fletcher Benton
- 2009 Richard Hunt
- 2010 Phillip King e William Tucker
- 2011 Frank Stella
- 2012 Fernando Botero
- 2013 Nancy Holt e Beverly Pepper